# Jens Steinigen
Jens Steinigen, né le 2 septembre 1966 à Dippoldiswalde, est un biathlète allemand, champion olympique de relais.

## Biographie
Jens Steinigen est utilisé dans l'équipe de l'Allemagne de l'Est lors des saisons 1985-1986 et 1986-1987. Il revient avec l'Allemagne réunifiée en 1991, remportant directement sa première victoire dans la Coupe du monde à Hochfilzen, puis enchaînant avec une deuxième à Ruhpolding.
Il prend alors part aux Jeux olympiques d'Albertville, où il remporte le titre du relais avec Ricco Groß, Mark Kirchner et Fritz Fischer.
La saison suivante, il monte sur deux autres podiums en Coupe du monde et prend la médaille de bronze du relais aux Championnats du monde 1993. Aux Jeux olympiques d'hiver de 1994, il est cinquième du sprint, améliorant sa sixième place de 1992.
En parallèle du biathlon, il fait des études de droit et devient avocat.

## Palmarès

### Jeux olympiques d'hiver
| Épreuve / Édition   | Individuel | Sprint | Relais                         |
| ------------------- | ---------- | ------ | ------------------------------ |
| JO 1992 Albertville | 29e        | 6e     | Médaille d'or, Jeux olympiques |
| JO 1994 Lillehammer | -          | 5e     | -                              |

Légende :
- — : pas de participation à l'épreuve.

### Championnats du monde
- Mondiaux 1993 à Borovetz :

 Médaille de bronze du relais.
- Mondiaux 1994 à Canmore :

 Médaille de bronze de la course par équipes.

### Coupe du monde
- Meilleur classement général : 8e en 1993.
- 4 podiums individuels : 2 victoires et 2 deuxièmes places.

#### Détail des victoires
| Édition / Épreuve | Sprint     | Poursuite | Individuel | Mass Start | Total |
| 1991-1992         | Ruhpolding |           | Hochfilzen |            | 2     |
| Total             | 1          | 0         | 1          | 0          | 2     |